# Fusión de Skydance Media y Paramount Global
El 7 de julio de 2024, las empresas de medios estadounidenses Skydance Media y Paramount Global anunciaron un trato definitivo para fusionarse en un acuerdo valorado en 8000 millones de dólares estadounidenses, formando una nueva entidad conocida como «Paramount Skydance Corporation». El acuerdo valora la entidad recién formada en aproximadamente 28 000 millones de dólares.
En 2023, después de lidiar con las deudas y esforzarse por seguir siendo competitiva en la industria del entretenimiento, la empresa matriz de Paramount, National Amusements, exploró posibles oportunidades de fusión y adquisición para Paramount Global. Numerosas empresas importantes, como Sony Pictures, Warner Bros. Discovery, Apollo Global Management, Allen Media Group y Skydance Media, manifestaron su interés en explorar posibles asociaciones comerciales o comprar la empresa.
Después de llegar a un acuerdo de fusión con Skydance, Paramount y Skydance cancelaron la fusión propuesta el 11 de junio debido a conversaciones insatisfactorias. Tras una pausa en dichas conversaciones, Skydance pudo llegar a un acuerdo preliminar el 2 de julio de 2024 para comprar National Amusements y fusionarla con Paramount Global para establecer lo que ahora se conoce como «New Paramount». Una vez cerrada la fusión, el CEO de Skydance Media, David Ellison, se convertiría en director ejecutivo de la empresa combinada y Jeff Shell sería el presidente.
Se esperaba que el acuerdo se cerrase en la primera mitad de 2025, a la espera de las aprobaciones regulatorias requeridas, según los informes. Si el acuerdo no se llegaba a cerrar antes del 7 de abril de 2025, sujeto a dos extensiones automáticas de 30 días, o si el acuerdo hubiese sido bloqueado por un regulador gubernamental, cualquiera de las partes podía finalizar el acuerdo y Paramount habría tenido que pagar una tarifa de terminación de 400 millones de dólares.
El 22 de julio de 2025, se informó que Oracle Corporation estaba en conversaciones con Skydance Media por un contrato de 100 millones de dólares por año para proporcionar software en la nube una vez que se completara la adquisición de Paramount Global por parte de esta última.
La SEC y la Comisión Europea (CE) aprobaron la transacción en febrero de 2025. Seis meses después de revisiones por parte de la Comisión Federal de Comunicaciones (FCC) desde febrero de 2025, la transacción fue aprobada el 24 de julio de 2025,  y se cerró oficialmente el 7 de agosto de 2025.

## Historia
Paramount Global ha enfrentado desafíos financieros significativos, agravados por pérdidas en sus servicios de streaming, una disminución de la audiencia en los canales de cable y problemas sustanciales de gestión de la deuda, la presidenta de National Amusements, Shari Redstone, ha expresado interés en vender su participación mayoritaria en Paramount Global, en parte para aliviar la carga de gestionar la empresa. Redstone ha sido muy particular en mantener la integridad de los activos de Paramount Global, especialmente CBS y Paramount Pictures. El panorama de los medios está evolucionando rápidamente y Paramount lucha por competir con gigantes de los medios como Netflix, Amazon MGM Studios, The Walt Disney Company y Warner Bros. Discovery.
Según los informes, Bob Bakish, presidente y director ejecutivo de Paramount Global, y David Zaslav, director ejecutivo de Warner Bros. Discovery, se reunieron el 20 de diciembre de 2023 para examinar la posibilidad de una fusión. Si bien los representantes de las dos empresas dijeron que las negociaciones estaban en las primeras etapas y no garantizarían un acuerdo, A través de fuentes internas se reveló que Zaslav «no estaba en modo de negociación».

### Conversaciones iniciales
Según informes del 10 de enero de 2024, Skydance Media estaba considerando hacer una oferta en efectivo de 2500 millones de dólares estadounidenses por Paramount Global, mientras que National Amusements estaba considerando un acuerdo o fusión relacionada con el primer negocio. Warner Bros. Discovery había finalizado las negociaciones de fusión con Paramount el 27 de febrero de 2024.
El 2 de abril de 2024, Paramount y National Amusements se pusieron en contacto con Skydance para un acuerdo de adquisición exclusiva. David Ellison y Shari Redstone querían llegar a un acuerdo entre las tres empresas. El 18 de abril, hubo rumores de que Sony Pictures y Apollo estaban considerando una propuesta conjunta para adquirir Paramount Global.
El 29 de abril de 2024, Bakish renunció a su cargo de presidente y director ejecutivo. Los informes caracterizaron esto como una destitución de Redstone debido a la supuesta oposición de Bakish al acuerdo con Skydance. Fue reemplazado por una oficina del director ejecutivo, dirigida por Brian Robbins, George Cheeks y Chris McCarthy. McCarthy fue designado legalmente como "director ejecutivo principal interino" de la compañía para cumplir con las regulaciones de la SEC que estipulan que una persona debe llevar a cabo "el curso normal de los negocios".
El 2 de mayo, Sony y Apollo presentaron a Paramount una oferta no vinculante por 26 mil millones de dólares, cuyos términos no estaban claros en ese momento. La ventana de negociación exclusiva de Skydance finalizó el 3 de mayo de 2024 y no se renovó, aunque la empresa seguía interesada en comprar Paramount. Al día siguiente, los miembros de la junta directiva de Paramount se reunieron y consideraron la posibilidad de revisar otras ofertas similares; finalmente, se decidió que comenzarían las negociaciones con respecto a la oferta de Sony y Apollo mientras seguían manteniendo conversaciones no exclusivas con Skydance. Ese mismo día, Warren Buffett, de Berkshire Hathaway, declaró en una reunión anual que había vendido todas sus acciones en Paramount con una pérdida sustancial. El 17 de mayo, Sony y Apollo firmaron acuerdos de confidencialidad que les permitían investigar la información financiera privada de Paramount, lo que permitió que su oferta avanzara aún más. Sin embargo, en ese momento, según se informó, las empresas estaban dando marcha atrás con su oferta en efectivo y estaban reconsiderando su enfoque para un acuerdo por los activos de la empresa.
A finales de mayo, Skydance revisaría su oferta para adquirir National Amusements, pagando 2250 millones de dólares y estipulando que los accionistas de Paramount recibirían 4500 millones de dólares en efectivo, y la compañía recibiría 1500 millones de dólares en fondos de reducción de deuda, lo que, según informó The Wall Street Journal, un comité independiente que representaba a Paramount había finalmente recomendado. El 3 de junio, Paramount y Skydance habían acordado los términos de la fusión. Se esperaba que el acuerdo final se anunciara en los próximos días. Sin embargo, en ese momento, National Amusements de Redstone no había aprobado formalmente el acuerdo.
Según se informó, Redstone estaba disgustada con los términos revisados, ya que ahora recibiría menos dinero por sus acciones y Skydance quería que Redstone asumiera las responsabilidades legales en el caso de demandas de accionistas descontentos con el acuerdo. Redstone consideró vender su compañía a otro postor, con nombres como el escritor y productor Steven Paul, el empresario Edgar Bronfman Jr., Bain Capital, el fundador de Patrón Tequila, John Paul DeJoria, y el empresario Barry Diller en carrera. El 11 de junio, National Amusements anunció que no había logrado llegar a un acuerdo con Skydance para adquirir Paramount.

### Acuerdo
El 2 de julio de 2024, Skydance renegoció el trato y llegó a un acuerdo preliminar para adquirir National Amusements y fusionarse con Paramount. National Amusements remitió el acuerdo al comité especial de Paramount. El equipo de liderazgo de Skydance aprobó la posible venta de una serie de propiedades de Paramount que fueron juzgadas «no estratégicas» para sus objetivos, incluidas BET y otras. Según informes, Paramount inició negociaciones para vender BET Networks por entre 1600 y 1700 millones de dólares a compradores liderados por Scott Mills, el director ejecutivo de la empresa.
El 7 de julio de 2024, la junta directiva de Paramount aprobó el acuerdo para fusionarse con Skydance. El acuerdo se cerrará en dos fases: en primer lugar, un grupo de inversores de Skydance pagará 2400 millones de dólares estadounidenses en efectivo para comprar National Amusements, la empresa matriz de Paramount Global; en segundo lugar, Paramount Global pagará a sus accionistas de Clase A y Clase B 4500 millones de dólares en efectivo y acciones. Además, Paramount añadirá 1500 millones de dólares en capital primario a su balance. En la segunda fase se producirá una fusión totalmente en acciones entre Skydance Media y Paramount, valorada en 4750 millones de dólares. Los accionistas de Skydance recibirán 317 millones de acciones de Clase B, con un valor de mercado de 15 dólares USD por acción. Paramount Global tendría 45 días para buscar ofertas mejores o iguales de otros postores antes de finalizar la operación. Si Paramount encontrara una oferta mejor, Skydance tendría derecho a recibir un pago de 400 millones de dólares por la separación de la compañía.
Según Paramount Global, la fusión inyectará un capital significativo a Paramount, ayudándola a abordar su deuda y permitiendo inversiones en nuevos contenidos y tecnologías. Apoyará la expansión de Paramount Global en otras industrias del entretenimiento, como la animación, los deportes y los videojuegos, donde actualmente tiene una presencia menor. La visión de Ellison es que la nueva compañía «sea a la vez una empresa de medios y tecnología». Skydance se beneficiará de mayores recursos e infraestructura, lo que le permitirá producir más contenido a gran escala. Además, también se enriquecerá de las marcas, la propiedad intelectual y la red de distribución de Paramount.

### Cuestiones regulatorias
El 6 de octubre de 2024, Bill Whitaker entrevistó a la entonces vicepresidenta Kamala Harris durante las elecciones presidenciales de 2024 en el programa 60 Minutes de CBS News, emitido por CBS. Durante la entrevista, Whitaker analiza la relación de Estados Unidos con Israel durante el conflicto israelí-palestino y pregunta si el primer ministro israelí, Benjamin Netanyahu, escuchaba a la administración Biden-Harris. Otro programa de CBS News, Face the Nation, también transmitió brevemente un avance de la entrevista.
El 16 de octubre de 2024, el bufete de abogados Center for American Rights (CAR) presentó una denuncia ante la FCC, solicitando una investigación por «distorsión de noticias» en la transmisión de la entrevista de 60 Minutes. CAR afirma que la entrevista fue editada para favorecer a Harris, lo que podría infringir las normas de la FCC. La excomisionada de la FCC, Jessica Rosenworcel, desestimó rápidamente la queja, aunque el nuevo comisionado, Brendan Carr, la reanudó. Durante la gestión de Carr, este mismo reanudó la queja con la entrevista y solicitó las imágenes sin editar y la transcripción completa de la misma. CBS acordó publicar el metraje y la transcripción el 31 de enero de 2025. Aunque el caso de CBS con la FCC fue aparte, informes de prensa y comentarios de Carr habían sugerido que dicho caso habría podido influir en la aprobación de la fusión. Como parte del acuerdo, CBS acordó crear un Defensor del Pueblo para monitorear sus canales de noticias y erradicar el «sesgo» en CBS News. Trump también declaró que la empresa había aceptado concederle 26 millones de dólares en espacios publicitarios gratuitos.

## Activos fusionados
Skydance Media y Paramount Global han estado colaborando en múltiples películas desde que firmaron un acuerdo de asociación de cinco años (que luego se prorrogó) para coproducir y cofinanciar películas con Paramount Pictures en 2009. Ambas compañías son copropietarias y productoras de numerosas franquicias, como Top Gun, Misión Imposible, los derechos cinematográficos de Transformers (copropiedad de Hasbro) y Star Trek. Skydance tiene como objetivo integrar su estudio de animación, Skydance Animation, con las franquicias de Paramount Animation y Nickelodeon, incluidas Bob Esponja y Avatar: La leyenda de Aang, para expandir la oferta de contenido. Con la adquisición de Paramount, Skydance ingresará a múltiples mercados, incluida la radiodifusión con CBS Entertainment, la música con Paramount Music, los medios para el hogar con Paramount Home Entertainment y los servicios de streaming con Paramount+.

### Activos claves
| New Paramount | New Paramount |
| Skydance Media | Paramount Global |
| --- | --- |
| - Skydance Animation - Skydance Animation Madrid - Skydance Interactive - Skydance New Media - Skydance Productions - Skydance Sports - Skydance Television | - CBS Entertainment - CBS - CBS News - CBS Studios - CBS Sports - CBS Media Ventures - CBS Home Entertainment - BET Media Group - BET - VH1 - BET+ - Paramount Pictures - Paramount Animation - Paramount Players - Paramount Home Entertainment - Miramax (49%) - United International Pictures (50%) - Paramount Media Networks - Comedy Central - Channel 5 - Telefe - Chilevisión - MTV - Logo - Network 10 - Smithsonian Channel - Showtime Networks - Nickelodeon Group - Paramount Consumer Products - Paramount Music - Paramount Streaming - Pluto TV - CBS Sports HQ - Paramount+ - Nick+ |

## Recepción

### Entretenimiento
Hubo oposición de productores y creativos de Hollywood, como James Cameron, ante la posible venta de Paramount a Sony Pictures. La principal preocupación giraba en torno a la posible reducción del número de estudios productores de contenido, lo que podría limitar las oportunidades para guionistas y productores. El Sindicato de Guionistas de los Estados Unidos (WGA) también expresó su preocupación por la tendencia de consolidación en Hollywood, argumentando que posiblemente podría conducir a menos opciones y menos diversidad en el contenido.  El Gremio de Escritores luego exigió una investigación sobre la cancelación de The Late Show with Stephen Colbert, declarando que «tenía preocupaciones significativas» de que la cancelación tuviera la intención de sobornar a Donald Trump para que aprobara la fusión. Muchos en la industria prefieren una fusión con Skydance Media. Creativos como Jane Fonda y John Krasinski han expresado su apoyo a David Ellison, mientras que Mark Wahlberg describió la fusión con Skydance como una «victoria para la industria».  La serie animada de comedia South Park, que recientemente había completado un acuerdo de 1500 millones de dólares para transmitirse exclusivamente en Paramount+, criticó y satirizó el acuerdo con Trump y de la fusión en el episodio de apertura de la temporada 27, «Sermon on the 'Mount», entrenado el 23 de julio.

### Política
La fusión recibió críticas por las condiciones y el momento del acuerdo, con los opositores catalogándolo como «un intento del gobierno de ejercer influencia política sobre la prensa». Los críticos la describieron como una capitulación de los medios ante la agenda personal de Trump, y que «el lapso transcurrido entre eso y la aprobación de la FCC indica una intervención sin precedentes del gobierno en las operaciones editoriales de la prensa independiente». La comisionada de la FCC, Anna Gomez, criticó la fusión y expresó su desacuerdo: «En una acción sin precedentes, esta FCC, otrora independiente, utilizó su vasto poder para presionar a Paramount a negociar un acuerdo legal privado y erosionar aún más la libertad de prensa... Aún más alarmante, ahora está imponiendo controles nunca antes vistos sobre las decisiones de las salas de redacción y el criterio editorial, en violación directa de la Primera Enmienda y la ley». La senadora demócrata Elizabeth Warren escribió en X/Twitter: «Parece que le pagaron a Donald Trump 36 millones de dólares por esta fusión. El soborno es ilegal sin importar quién sea el presidente».
Brendan Carr defendió el acuerdo, afirmando: «Creo que es hora de un cambio» y que «el presidente Trump está transformando radicalmente el panorama mediático, y lo hace, cuando se presentó a las elecciones, atacando directamente a estos medios de comunicación legales [...]. Durante años, los funcionarios del gobierno simplemente permitieron que estas entidades [...] dictaran la narrativa política, y él ha cambiado radicalmente las reglas del juego».